# Media Maratón Hontoria del Pinar-Cañón del Río Lobos
La Media Maratón Hontoria del Pinar-Cañón del Río Lobos es una prueba atlética de carácter popular que se disputa anualmente en el espacio natural del parque natural del Cañón del Río Lobos, en su sector de Hontoria del Pinar.
Desde 2019, con motivo de esta competición, se celebra también la carrera de 12'4 km Escaramuza guerrillera, de carácter popular.

## Historial
| Año  | Participantes | Ganador hombres      | Tiempo  | Ganador mujeres         | Tiempo  |  |
| ---- | ------------- | -------------------- | ------- | ----------------------- | ------- |  |
| 2019 | 250           | Jairo Grijalvo       | 1:23:52 | Mayka Bueno             | 1:45:40 |  |
| 2018 |               | Javier Fernández     | 1:24:08 | Iciar Múgica            | 1:51:51 |  |
| 2017 | 300           | Diego Gallego        | 1:21:07 | Marta Gil               | 1:49:25 |  |
| 2016 |               | José Ramón Torres    | 1:25:25 | Luz García              | 1:49:45 |  |
| 2012 |               | José Antonio Requejo | 1:13:31 | María Dolores Fernández | 1:25:51 |  |
| 2011 | 103           | José Antonio Requejo | 1:13:02 | Elena Pacheco           | 1:43:22 |  |
| 2009 | 140           | José Antonio Requejo | 1:11:58 | Ana Isabel Alonso       | 1:33:29 |  |
| 2008 | 134           | José Antonio Requejo | 1:11:58 | Ana Isabel Alonso       | 1:33:29 |  |

## Enlaces
- Ayuntamiento de Hontoria del Pinar

- Datos: Q6008569